# حوض موراي دارلينغ
حوض موراي دارلينغ

حوض موراي دارلينغ بالإنجليزية(Murray–Darling basin): منطقة جغرافية كبيرة من المناطق 

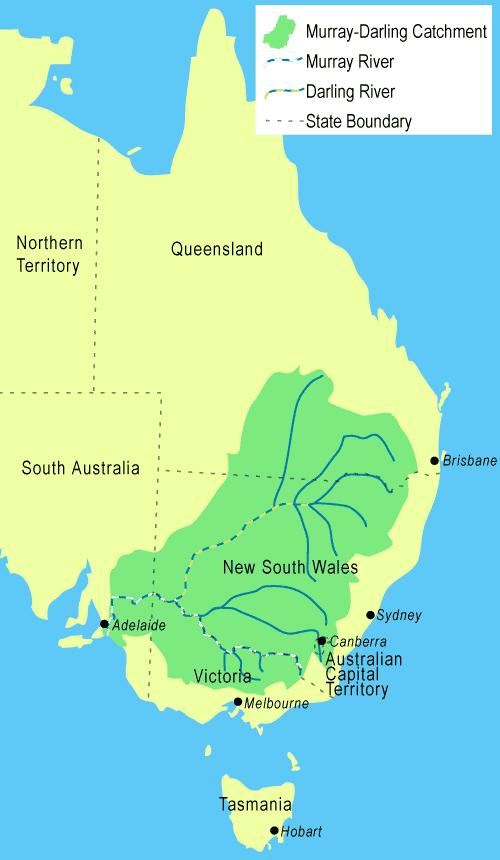
خريطة حوض موراي-دارلينج

الداخلية في جنوب شرق أستراليا, واسمه مشتق من النهرين: نهر موراي ونهر دارلينج, كما أنه يشكل حوالي السُبع من اليابس الأسترالي, وهو واحد من المناطق المهمة للزراعة في أستراليا, وهو يمتد على معظم أراضي ولايات نيوساوث ويلز وفكتوريا وإقليم العاصمة الأسترالية, وأجزاء من ولايات كوينزلاند وجنوب أستراليا بطول يبلغ 3375 كم ومساحة تبلغ 1061649 كم2 .